# Парфёнов, Николай Дмитриевич
Николай Дмитриевич Парфёнов (19 января 1937 — 3 января 2021) — советский хоккеист с мячом, защитник хоккейного клуба «Водник» (1956—1972). Мастер спорта СССР по хоккею с мячом, судья республиканской категории по хоккею с мячом (1978). Почётный гражданин города Архангельска (2018). 

## Биография
Николай Парфёнов родился в Архангельске в 1937 году. В 1954 году, завершив обучение в средней школе, поступил учиться в Архангельский лесотехнический институт, который закончил в 1962 году и получил специальность «механическая обработка древесины». Позже прошёл обучение в Ленинградском высшем инженерном училище имени адмирала С.О. Макарова, которое закончил в 1969 году.
Выступал на высоком спортивном уровне в составе команды «Водник» по хоккею с мячом с 1956 по 1972 годы, сыграл за этот клуб 237 матчей, был капитаном команды. Вошёл в состав символической сборной «Водника» всех времен.
Занимаясь профессионально спортом, одновременно трудился в Северном морском пароходстве старшим механиком на судах.
В период выступлений за «Водник» на общественных началах организовал детскую уличную команду, которая неоднократно побеждала в городских и областных соревнованиях. За работу с детьми постоянно поощрялся грамотами и благодарственными письмами. 
В 1996 году Николай Парфёнов возглавил вновь созданный фонд ветеранов хоккейной команды «Водник». По инициативе этой общественной организации одному из теплоходов было присвоено имя известного игрока «Водника» Леонида Маркова.
Парфенов всегда отличался активной жизненной позицией, обладал организаторскими способностями. В 2018 году за большой личный вклад в социально-культурное развитие Архангельска ему было присвоено звание «Почетный гражданин города Архангельска».
Проживал в Архангельске. Умер 3 января 2021 года. Похоронен на Вологодском кладбище. 